# NGC 7750
NGC 7750 é uma galáxia espiral barrada (SBc/P) localizada na direcção da constelação de Pisces. Possui uma declinação de +03° 47' 59" e uma ascensão recta de 23 horas, 46 minutos e 37,8 segundos.
A galáxia NGC 7750 foi descoberta em 30 de Agosto de 1785 por William Herschel.